# Bucolicum carmen
Il Bucolicum Carmen è un poema pastorale scritto da Francesco Petrarca tra il 1346 e il 1364.
L'opera, scritta in latino, richiama le Bucoliche e l'Eneide del poeta romano Virgilio. Se le ecloghe virgiliane hanno un carattere esegetico, drammatico e misto, quelle di Petrarca hanno tutte uno stile drammatico. Non a caso l'allegoria e la forma dialogica dell'opera petrarchesca rimandano a vicende autobiografiche del Petrarca, ma anche a eventi politici e sociali di metà Trecento.

## Storia delBucolicum Carmen
Tramite l'analisi filologica del testo si può stabilire che l'inizio della stesura del testo è autodatato e che ogni egloga ha una propria datazione cronologica.
Petrarca iniziò la composizione del Bucolicum Carmen nel 1346; a questo anno risalgono le egloghe Argus (2°), Amor Pastorius (3°), Dedalus (4°) e i primi 149 versi di Conflictatio (12). Nell'anno successivo, il 1347, furono composte Partenias (1°), che ha un chiaro intento proemiale fin dalle prime battute, e dopo il 20 maggio dello stesso anno Pietas Pastoralis (5°), Pastorum pathos (6°) e Grex infectus et suffectus (7°).
Secondo l'umanista Benvenuto da Imola, in origine la sesta e la settima ecloga costituivano un unico testo; questo perché le tematiche e i personaggi sono identici.
Nel 1348 furono composte le ecloghe Divortium (8°) Querulus (9°), Laurea occidens (10°) e Galathea (11°). Questo fu anche un periodo difficile per Petrarca: moltissimi amici e conoscenti perirono a causa della peste che si era diffusa in Europa. A questo periodo risale anche il decesso di Laura. Nonostante il dolore, Petrarca inviò una copia di Partenias al fratello Gerardo. Negli anni successivi, tra il 1351 e il 1357, Petrarca continuò il suo lavoro sull'opera, aggiungendo alcuni versi alla settima e dodicesima ecloga.
In seguito, dal 1359 Petrarca fu impegnato in un'attenta e scrupolosa revisione del testo. Tra marzo e aprile dello stesso anno, Petrarca ricevette a Milano la visita dell'amico Boccaccio; entrambi si dedicarono alla correzione del testo. Boccaccio rimase talmente affascinato dall'opera petrarchesca, tanto da trarne una copia per sé stesso. Petrarca non si oppose, ma gli suggerì di non divulgare l'opera perché non era ancora soddisfatto dalla forma dell'opera. Sempre al 1359 risalgono anche le aggiunte marginali alla decima ecloga e ulteriori modifiche che Petrarca apportò al testo e che descrisse in una missiva al suo amico Boccaccio.
Altra data fondamentale per la storia del Bucolicum Carmen è il 23 marzo 1361, quando Petrarca inviò una copia autorizzata del testo a Giovanni di Olmutz, cancelliere imperiale a Praga. Questa risulta come la prima pubblicazione dell'opera, a cui seguì una notevole diffusione dell'opera, tanto che negli anni successivi ne entrarono in possesso amici e corrispondenti del Petrarca, come Moggio Moggi, Neri Morando, Pietro da Moglio e Marco Barbato. Ma alla diffusione del testo si aggiunsero notevoli critiche negative, tanto da turbare l'autore. Queste critiche spinsero ancora una volta Petrarca ad intervenire sul testo, integrando alcuni versi alla decima ecloga.
Di questa operazione sono giunte tre importanti testimonianze: la var. 65, che fornisce indicazioni geografiche e temporali sulle aggiunte, ovvero furono composte durante un soggiorno di Petrarca a Venezia, nel 1363; una lettera di Neri Morando a Moggio Moggi, attesta che tra febbraio e ottobre del 1365 fu diffusa la nuova forma dell'ecloga; e una lettera a Benintendo Ravagnani, la quale, secondo De Venuto, è una lettera editoriale in cui Petrarca vuole legittimare la sua scelta di inserimento di alcuni autori tralasciati nella versione precedente.
Dopo queste modifiche, Petrarca non intervenne più sul testo, come affermato da una lettera a Boccaccio, in cui l'autore dichiara la fine della revisione del testo e che tutta l'opera è dedicata all'umanista Donato degli Albanzani.
Tutta l'opera di scrittura e di revisione del testo impegnò Petrarca per oltre un ventennio, dal 1346 al 1366.

## Le ecloghe

### Parthenias
La prima ecloga, dal titolo Parthenias, un chiaro riferimento a Virgilio, è un dialogo tra due pastori, Silvio e Monico, nonché alter ego di Petrarca e di suo Fratello Gherardo. Da una lettera del Petrarca si può capire il significato dei nomi dei protagonisti; Monico dopo essersi ritirato a una vita contemplativa, è attratto solo dalla melodia di un pastore che innalza lodi a Dio mentre Silvio è inquieto perché attratto solo dalle melodie pagane di Parthenias, ovvero Virgilio. Silvio vorrebbe poter cantare la grandezza di quel dio di cui tanto parla Monico, ma è tormentato dal portare a termine un'opera che narra le grandiose gesta di un generale che riportò un'importante vittoria militare in Africa. L'allegoria dell'ecloga è un confronto tra la vita contemplativa praticata da Gherardo e quella attiva sostenuta da Petrarca. A ciò segue un contrasto tra la poesia pagana degli antichi greci e romani, e quella cristiana dei salmi biblici: frequenti sono i riferimenti alla Divina commedia e alla mitologia pagana in opposizione a quelli per Davide, Giovanni Battista e al fiume Giordano. L'allegoria dell'ecloga è anche un'opposizione tra il deserto e la montagna, ovvero gli studi umanistici e la gloria poetica.

### Argus
La seconda ecloga, dal titolo Argo, richiama la morte di Roberto d'Angiò, caduto in una congiura il 18 luglio 1345. Durante il regno di Roberto d'Angiò, il Regno di Napoli visse un fiorente periodo socio-economico. Ma a seguito della congiura, il Regno cadde in un tormentato periodo politico che portò lo Stato allo sbando. Petrarca vuole quindi omaggiare questo grande sovrano e allo stesso tempo comprende che la sua speranza di una monarchia illuminata, saggia e pacifica che tuteli la cultura e le arti è soltanto un sogno utopico. Particolarità di questa ecloga è che gli interlocutori non sono due ma tre: Ideo, Silvio e Pizia. Nell'epistola a Barbato da Sulmona, Petrarca spiega che dietro le figure di Ideo e Pizia si può intravedere Giovanni Barilli e Barbato da Sulmona, mentre come nella prima ecloga, Silvio rappresenta Petrarca. L'esordio dell'ecloga è molto positivo; poi richiamando il mito di Ciparisso, viene descritta una tempesta che si abbatte su un alto cipresso e due pastori, che rappresentano lo scambio epistolare tra Petrarca e Barbato, cercano rifugio in due caverne. La tempesta è un richiamo esplicito alla morte di Roberto d'Angiò. L'ecloga si conclude con i protagonisti che fanno ritorno nelle loro città natali: questo è un altro riferimento a Petrarca e Barbato da Sulmona: entrambi fecero ritorno in Toscana e a Sulmona. Solo Ideo, ovvero Giovanni Barilli, restò a Napoli. Questa ecloga di Petrarca riscosse moltissimo successo tra i suoi contemporanei. Lo stesso Boccaccio compose un'ecloga ispirandosi all'amico Petrarca e alla morte di Roberto d'Angiò.

### Amor pastorius
La terza ecloga, dal titolo Amore pastorale, ha una datazione incerta ma si presume che sia una delle più antiche.
Petrarca, raffigurato da Stupeo, canta l'amore per la sua donna amata e per la poesia, che si identificano nel mito di Dafne. Si tratta di un'ecloga drammatica in cui Petrarca, richiamando l'amore cortese, racconta com'è nato il suo amore verso Laura e la poesia. Il nome stesso di Stupeo secondo alcuni richiama allo stupore di quando Petrarca vide per la prima volta Laura; Benvenuto da Imola ipotizzò che il nome alludesse all'incendiarsi d'amore per la donna amata mentre altri invece sostengono che richiami al mito narrato da Ovidio.
L'ecloga si conclude con Dafne che si fa incoronare con un ramo di alloro; allegoria è l'incoronazione dell'amore tra Dafne e Stupeo, ovvero tra Laura e Petrarca.
In questa ecloga è essenziale la pianta di alloro: infatti oltre ad essere una pianta sempreverde e profumata, secondo alla mitologia era sacra ad Apollo ed era immune dai fulmini. Inoltre rappresentava il riposo per chi aveva raggiunto la fama e preservava i libri dall'usura e dal tarlo.

### Dedalus
La quarta ecloga, dal titolo Dedalo, è un inno alla poesia. Secondo Petrarca, fare poesia è un privilegio per pochi ed è necessaria una dote innata.
Protagonisti sono Gallo e Tirreno. Il primo, si ipotizza sia un amico di Petrarca, amante della musica e della poesia, mentre il secondo raffigura lo stesso Petrarca.
L'ecloga, che è collegata alla precedente, tratta della poesia, che non deve essere improvvisata, ma ha bisogno di un lungo tirocinio e continua elaborazione. Infatti Petrarca continuò a lavorare alle sue opere fino agli ultimi istanti della sua vita, perché mai contento dei risultati ottenuti, e per questo soggette a continue revisioni.

### Pietas pastoralis
La quinta ecloga, dal titolo Pietà pastorale, richiama ad eventi storici accaduti nella prima metà del Trecento: il re di Francia, Filippo il Bello, entrato in contrasto con Papa Bonifacio VIII, ordinò alle sue truppe di fare prigioniero il pontefice; quest'ultimo riuscì a fuggire ma morì subito dopo. Così fu eletto al soglio pontificio Clemente V, che si dimostrò totalmente succube nei confronti del sovrano francese, tanto da spostare la sede del papato da Roma ad Avignone.
A Roma, venuto meno il potere papale, le più importanti famiglie nobili si contesero il controllo della città, ma nel corso degli anni il popolo si mostrò ostile nei loro confronti. Così nel 1343 Cola di Rienzo, con il consenso della popolazione, si nominò tribuno e tentò di restaurare l'antica repubblica romana. Si trattava di un sogno utopico, ma riscosse il consenso del Petrarca. Infatti il governo instaurato da Cola di Rienzo ebbe breve durata e i nobili romani, assieme al papato, riacquisirono il potere della città e il Petrarca, ormai compromesso verso la curia papale, ritirò l'appoggio a Cola di Rienzo, abbandonò il suo lavoro presso la curia e si ritirò a Montrieux.
L'ecloga è basata sull'allegoria di due fratelli, Marzio e Apicio, che discutono su come aiutare la vecchia madre che è impegnata nella ristrutturazione della vecchia casa. Ma la donna ormai ha affidato a un altro figlio, Veloce, tutte le sue aspettative, nella speranza di un riscatto. Dietro alla figura dei due fratelli intenti a litigare, si celano le famiglie degli Orsini e dei Colonna, in perenne contrasto mentre la vecchia madre rappresenta ormai il degrado in cui versa la città di Roma. Il terzo figlio invece rappresenta Cola di Rienzo e il suo tentativo di riportare Roma ai fasti di un tempo ormai lontano. L'ecloga si conclude con la madre che disconosce i suoi due figli e affida la gestione del patrimonio a Veloce.
La sesta, settima e ottava egloga sono a sfondo polemico. La nona, decima e undicesima egloga sono quelle del dolore per la morte di Laura e dei suoi amici dovuta alla peste. Nell'ultima egloga infine Petrarca contrappone l'inglese Edoardo III a Giovanni il Buono, re di Francia.

### Pastorum pathos
La sesta ecloga, dal titolo Passione dei pastori, fu scritta subito dopo il fallimento del tentativo di Cola di Rienzo. L'allegoria dell'ecloga vuole indicare il decadimento generale della Chiesa, la corruzione che ormai diga nella curia papale e l'inettitudine del Papa. L'ecloga, che è un dialogo sul destino dei pastori, in realtà è un'invettiva molto forte nei confronti della Chiesa cattolica.
Protagonisti sono Panfilo e Mizione, ovvero l'apostolo Pietro e Papa Clemente VI. I nomi di quest'ecloga non hanno un'origine bucolica, bensì richiamano le commedie di Terenzio; si deduce che l'ecloga sarà una commedia sotto forma di dialogo. Per mascherare l'invettiva, Petrarca utilizza nomi classici che niente hanno a che fare con la tradizione cattolica; denuncia la vendita delle indulgenze e paragona i cardinali a caproni e maiali che distruggono tutto quello che incontrano.

### Grex infectus et suffectus
L'ecloga settima, intitolata Gregge infetto e ristorato e rappresenta la continuità dell'invettiva contro la Chiesa. Protagonisti sono Mizione, già presente nell'ecloga precedente, ed Epi, che rappresenta la curia romana; ma a differenza della sesta, dove l'invettiva è scagliata contro il pontefice, nella settima, l'accusa è rivolta contro la curia avignonese.
L'ecloga può essere scissa in due parti: la prima, in cui viene descritta la condizione vergognosa in cui vivono i cardinali, e la seconda, in cui si racconta della sostituzione dei vecchi cardinali con quelli più giovani. La morte descritta dal Petrarca indica la peste, come epidemia reale che si diffuse in tutta Europa nel 1348, e quella allegorica, sinonimo di una morte morale e dei costumi a cui segue la condanna eterna. Per Petrarca, la morte dei caproni, ovvero dei cardinali, è un segno divino. I cardinali sono puniti per i loro vizi e la loro violenza (Petrarca si rifà alla commedia plautina), ma in realtà sono dei deboli a causa dell'epidemia di peste che li ha colpiti. Tutti i cardinali, giovani e non, hanno lo stesso vizio; solo uno, si dissocia e condanna la lussuria dei suoi pari.
Attraverso la satira, Petrarca esprime tutto il suo disprezzo per i cardinali della curia avignonese e giunge alla conclusione che il Papa, nonostante le sostituzioni di diversi prelati, continua a mantenere saldo il suo potere.

### Divortium
Nel 1347, con il fallimento del progetto di Cola di Rienzo, Petrarca fu costretto ad abbandonare Avignone per svolgere un incarico papale nell'Italia settentrionale. Petrarca abbandonò anche il suo incarico presso il cardinale Giovanni Colonna. L'ottava ecloga, dal titolo Separazione, è un saluto da quest'ultimo.
Attraverso un discorso tra Amiclate e Ganimede, i due protagonisti dell'ecloga, Petrarca immagina un dialogo tra lui e il cardinale Colonna in cui affronta i fatti di Cola di Rienzo e il suo disprezzo verso la curia papale. È quindi rappresentato un contrasto tra pubblico e privato, tra la società e coscienza e conflitti interiori di ogni essere umano. E il Petrarca, abbandonando la curia avignonese, si rende conto dell'ambiente saturo e opprimente in cui ha vissuto.
Petrarca sa anche che il suo rapporto con il cardinale Colonna è sano e sincero e la decisione di abbandonare l'incarico provoca molti tormenti nel poeta toscano; ma nonostante tutto, ammette di essere molto riconoscente verso il prelato. Petrarca motiva questa scelta affermando che prova un sentimento di nostalgia per l'Italia, patria sua e della poesia. Il finale è un contrasto tra la ricca e affascinante Avignone, e l'ombrosa Toscana.

### Querulo
L'ecloga nona è la prima del gruppo delle tre (IX, X, XI) conosciute come Ecloghe del dolore; si pensa che essa funga da proemio alle due ecloghe successive. Esse hanno carattere funereo e ricordano l'epidemia di peste che si diffuse nel 1348 in tutta Europa in cui perirono Laura e moltissimi amici del Petrarca.
La nona ecloga si intitola Querulo, che deriva dal latino querulus, ovvero persona vanitosa che per carattere è propensa al lamento.
I protagonisti sono Filogeo (amante delle cose terrene) e Teofilo (amante di Dio) e discutono sulle terribili conseguenze che provoca il batterio della peste. Dei due protagonisti, Filogeo è un agricoltore che intravede nella peste la sua rovina, mentre Teofilo vede l'epidemia come una punizione divina: ma le posizioni di entrambi sono dominate dal senso della labilità di tutte le cose.
Nel testo non è presente nessun accenno alla morte di Laura, ma vi è una visione più ampia sulla morte: Teofilo cerca di capire che cosa c'è dopo il trapasso di ogni essere umano, mentre Filogeo osserva la morte come un qualcosa di imminente. Gli studiosi ipotizzano che Filogeo e Teofilo rappresentino il Petrarca in diversi momenti della sua vita.

### Laurea occidens
La decima ecloga, dal titolo Il tramonto del lauro, fu composta dal 1348 al 1366 per commemorare la morte della sua donna amata. Ma dietro la figura della pianta di alloro si celano la poesia, la corona poetica e Laura stessa.
Protagonisti sono Silvano, alter ego di Petrarca, e Socrate, che la critica ha identificato in Ludwig van Kempen, grande amico del poeta toscano.
Silvano racconta all'amico Socrate di come è morta la pianta di alloro e compiendo un viaggio immaginario che indica il viaggio ideale della sua formazione, di come è nata la sua passione della poesia. Per far ciò, Petrarca attinge a più di cento riferimenti tra esponenti della letteratura greca e latina, a personaggi mitologici, sovrani, politici romani e a luoghi geografici. Tutti questi richiami rappresentano per il poeta toscano la perfezione dell'arte, che può essere raggiunta solo attraverso la costanza e la dedizione allo studio.

### Galathea
Anche l'undicesima ecloga, dal titolo Galatea commemora la morte di Laura. I personaggi sono Niobe, Fosca e Fulgida: la prima rappresenta il cuore straziato dal dolore tanto da diventare pietra; la seconda indica la ragione umana che è schiava delle passioni terrene, mentre la terza simboleggia la fede che induce alla gloria terrena. Le tre protagoniste rappresentano lo stesso Petrarca che attraversa diverse fasi del lutto.
Nonostante le numerose personificazioni e allegorie, l'ecloga ha una tematica malinconica e di tristezza per la morte della donna amata. Petrarca giunge alla conclusione che la morte spezza ogni vincolo terreno ma allo stesso tempo capisce che Laura vivrà sempre dentro di lui e che la poesia può annullare qualsiasi distanza temporale o spaziale.

### Conflictatio
Conflitto è la dodicesima ed ultima ecloga del Bucolicum Carmen. Si tratta dell'ecloga meno pastorale in quanto narra lo scontro tra due sovrani: Edoardo III d'Inghilterra e Filippo VI di Francia. I due sovrani sono rappresentati dal Petrarca dalle figure di Artico e di Pan.
Interlocutori sono i pastori Volubile e Veloce: il primo rappresenta il popolo, mentre il secondo la fama che si diffonde velocemente.
L'ecloga si divide in due parti: la prima, un'invettiva molto dura verso la Chiesa e il re di Francia, è riconducibile alla battaglia di Crécy del 1346, mentre la seconda, molto più breve e dai toni più pacati, allude a Giovanni il Buono, successore di Filippo VI, che fu fatto prigioniero dagli inglesi durante la battaglia di Poitiers. Lo scontro tra sovrani viene narrato da Petrarca come uno scontro tra diversi eserciti di pastori, uno emblema della civiltà pagana, ovvero l'Inghilterra, che non ha una rilevante storia letteraria, e l'altro simbolo della civiltà cristiana, la Francia, che ha una tradizione letteraria ben sviluppata.
L'ecloga si conclude con la vittoria della giustizia, rappresentata dalla sconfitta di Pan. Sconfitta che indica anche la cattura e la prigionia del sovrano francese, tanto da rendere inutile ogni forma di ricchezza che fino ad allora aveva ostentato la monarchia francese.
L'ultimo verso del componimento simboleggia un Petrarca che, suggerendo di osservare il futuro in un'accezione positiva, abbandona Avignone per trasferirsi in Italia.